# Chęciny (gromada)
Chęciny – dawna gromada, czyli najmniejsza jednostka podziału terytorialnego Polskiej Rzeczypospolitej Ludowej w latach 1954–1972.
Gromady, z gromadzkimi radami narodowymi (GRN) jako organami władzy najniższego stopnia na wsi, funkcjonowały od reformy reorganizującej administrację wiejską przeprowadzonej jesienią 1954 do momentu ich zniesienia z dniem 1 stycznia 1973, tym samym wypierając organizację gminną w latach 1954–1972.
Gromadę Chęciny z siedzibą GRN w mieście Chęciny (nie wchodzącym w jej skład) utworzono 1 stycznia 1958 w powiecie kieleckim w woj. kieleckim z obszaru zniesionych gromad Korzecko (wsie Korzecko, Zarośle, Zatropie, Skiby, Gościeniec, Polichno i Mosty) i Radkowice (wsie Radkowice, Bolechowice, Lipowica-Borki, Przymiarki, Staro-Chęciny, Podzamcze, Wrzosy, Wola Murowana, Osada Sitkówka-Trzcianki, osada Nowe Młyny, kolonia Baranek i kolonia Sołtysi).
31 grudnia 1961 do gromady Chęciny przyłączono wsie Szewce i Zawada ze znoszonej gromady Zagrody; z gromady Chęciny wyłączono natomiast osadę młyńską Sitkowieckie Nowiny włączając ją do gromady Zagrody (przemianowanej jednocześnie na gromada Sitkówka).
W 1965 roku gromada miała 27 członków gromadzkiej rady narodowej.
Gromada przetrwała do końca 1972 roku, czyli do kolejnej reformy gminnej. 1 stycznia 1973 utworzono gminę Chęciny.